# مایهینگن
مایهینگن (به آلمانی: Maihingen) یک شهر در آلمان است که در دناو-ریس واقع شده‌است.